# George Cohon
George Alan Cohon (Chicago, 19 de abril de 1937-24 de noviembre de 2023) fue un empresario canadoestadounidense que fundó y presidió las franquicias de McDonald's en Canadá y la Unión Soviética.

## Biografía
Cohon nació en Chicago, Illinois, el 19 de abril de 1937. En su formación académica, obtuvo el Bachelor of Science en la Universidad de Drake, en Des Moines (Iowa). Después completó el Doctorado en Jurisprudencia por la escuela de leyes de la Universidad Northwestern y ejerció como abogado corporativo en su ciudad desde 1961 hasta 1967, año en que se trasladó a Toronto para desarrollar la licencia de McDonald's al este de Canadá. En 1971, cuando McDonald's tomó el control, fue nombrado presidente y CEO de la compañía en ese país. Ocupó ese puesto hasta julio de 1992 y se mantuvo en el organigrama como fundador. 
Como representante de Canadá, fue el encargado de negociar la entrada de McDonald's en la Unión Soviética. Las conversaciones comenzaron en 1976, con el uso de rublos en vez de una moneda fuerte y no concluyeron hasta 1990, cuando se inauguró el primer restaurante en Moscú. La participación estadounidense fue mínima por las tensiones políticas, así que Cohon compaginó los cargos de presidente en Canadá y la Unión Soviética. Tuvo que crear su propia cadena de suministro para satisfacer la demanda, incluyendo granjas y plantas de embalaje, y consiguió que la franquicia fuese rentable tras el colapso del sistema comunista. El propio empresario contó todos los pormenores en una autobiografía, "To Russia with Fries", que fue prologada por el expresidente Mijaíl Gorbachov.
Se nacionalizó canadiense en 1975 y desempeñó un papel relevante en la sociedad civil de ese país. En 1987 fue nombrado Miembro de la Orden de Canadá y en 1992 ascendió a Oficial. También ha sido condecorado con la Orden de la Amistad de Rusia y la Medalla del primer ministro de Israel. Además, ha sido directivo en empresas como Royal Bank of Canada o Astral Media y fue miembro de la Junta de Gobernadores de la Universidad de York entre 1982 y 1995. 
Está casado y tiene dos hijos. Uno de ellos, Mark Cohon, es comisionado de la Liga de Fútbol Americano de Canadá.